# Kirinyaga (distrikt)
Kirinyaga är ett av Kenyas 71 administrativa distrikt, och ligger i provinsen Central. År 1999 hade distriktet 457 105 invånare. Huvudorten är Kerugoya.
Distriktet har sitt namn efter sin mest iögonenfallande formation, Mount Kenya, vilket på kikuyu heter Kirinyaga.